# Burmannia oblonga
Burmannia oblonga là một loài thực vật có hoa trong họ Burmanniaceae. Loài này được Ridl. mô tả khoa học đầu tiên năm 1904.